# 630 Euphemia
630 Euphemia је астероид главног астероидног појаса. Приближан пречник астероида је 17,21 ,
а средња удаљеност астероида од Сунца износи 2,622 астрономских јединица (АЈ).
Инклинација (нагиб) орбите у односу на раван еклиптике је 13,848 степени, а орбитални период износи 1551,469 дана (4,247 године). Ексцентрицитет орбите астероида износи 0,113.
Апсолутна магнитуда астероида износи 11,00 а геометријски албедо 0,237.
Астероид је откривен 7. марта 1907. године.